# Sportsklubben Strong
Lo Sportsklubben Strong era una società calcistica norvegese con sede nella città di Oslo.

## Storia
Lo Strong fu fondato il 1º maggio 1915. Militò nella massima divisione del campionato norvegese. Si sciolse il 14 ottobre 1952.

## Giocatori

### Lo Strong e le Nazionali di calcio
Lista dei calciatori che hanno giocato per la Nazionale norvegese mentre militavano nelle file dello Strong.
- Thorleif Hartung
- Lars Martinsen